# Anna Hopkin
Anna Elizabeth Hopkin (Chorley, 24 april 1996) is een Britse zwemster. Ze vertegenwoordigde haar vaderland op de Olympische Zomerspelen 2020 in Tokio.

## Carrière
Bij haar internationale debuut, op de Gemenebestspelen 2018 in Gold Coast, eindigde ze als zevende op de 50 meter vrije slag en als achtste op de 100 meter vrije slag. Op de 4×100 meter vrije slag veroverde ze samen met Siobhan-Marie O'Connor, Freya Anderson en Eleanor Faulkner de bronzen medaille, samen met Elizabeth Simmonds, Sarah Vasey en Siobhan-Marie O'Connor eindigde ze als vierde op de 4×100 meter wisselslag. Op de Europese kampioenschappen zwemmen 2018 in Glasgow strandde de Britse in de halve finales van de 100 meter vrije slag en in de series van de 50 meter vrije slag. Op de 4×100 meter vrije slag eindigde ze samen met Siobhan-Marie O'Connor, Eleanor Faulkner en Freya Anderson op de vierde plaats.
Tijdens de wereldkampioenschappen zwemmen 2019 in Gwangju eindigde ze als zevende op de 50 meter vrije slag, op de 100 meter vrije slag werd ze uitgeschakeld in de halve finales. Samen met Georgia Davies, Molly Renshaw en Alys Thomas zwom ze in de series van de 4×100 meter wisselslag, in de finale eindigden Davies, Renshaw en Thomas samen met Freya Anderson op de achtste plaats. In Glasgow nam Hopkin deel aan de Europese kampioenschappen kortebaanzwemmen 2019. Op dit toernooi eindigde ze als vierde op de 100 meter vrije slag en als zesde op de 50 meter vrije slag. Op de 4×50 meter vrije slag eindigde ze samen met Siobhan-Marie O'Connor, Georgia Davies en Freya Anderson op de vijfde plaats, samen met Georgia Davies, Siobhan-Marie O'Connor en Freya Anderson eindigde ze als vijfde op de 4×50 meter wisselslag. Op de gemengde 4×50 meter vrije slag sleepte ze samen met Duncan Scott, Scott McLay en Freya Anderson de zilveren medaille in de wacht, samen met Georgia Davies, Ross Murdoch en Scott McLay eindigde ze als zevende op de gemengde 4×50 meter wisselslag.
Op de Europese kampioenschappen zwemmen 2020 in Boedapest behaalde de Britse de bronzen medaille op de 100 meter vrije slag, op de 50 meter vrije slag eindigde ze op de zesde plaats. Op de 4×100 meter vrije slag veroverde ze samen met Lucy Hope, Abbie Wood en Freya Anderson de Europese titel, samen met Kathleen Dawson, Molly Renshaw en Laura Stephens werd ze Europees kampioen op de 4×100 meter wisselslag. Op de gemengde 4×100 meter vrije slag legde ze samen met Duncan Scott, Thomas Dean en Freya Anderson beslag op de Europese titel, samen met Kathleen Dawson, Adam Peaty en James Guy sleepte ze de Europese titel in de wacht op de gemengde 4×100 meter wisselslag. Tijdens de Olympische Zomerspelen van 2020 in Tokio eindigde ze als zevende op de 100 meter vrije slag. Op de 4×100 meter vrije slag eindigde ze samen met Abbie Wood, Lucy Hope en Freya Anderson op de vijfde plaats, samen met Kathleen Dawson, Adam Peaty en James Guy veroverde ze de gouden medaille op de gemengde 4×100 meter wisselslag.

## Internationale toernooien
| Jaar | Olympische Spelen                                                     | WK langebaan                                                                           | WK kortebaan                              | EK langebaan | EK kortebaan | Gemenebestspelen                                                                  |
| ---- | --------------------------------------------------------------------- | -------------------------------------------------------------------------------------- | ----------------------------------------- | --- | --- | --------------------------------------------------------------------------------- |
| 2018 |                                                                       |                                                                                        | geen deelname                             | 19e 50m vrije slag 15e 100m vrije slag 4e 4×100m vrije slag                                                                         | | 7e 50m vrije slag · 8e 100m vrije slag · 4×100m vrije slag · 4e 4×100m wisselslag |
| 2019 |                                                                       | 7e 50m vrije slag 13e 100m vrije slag 8e 4×100m wisselslag Hopkin zwom enkel de series |                                           | | 6e 50m vrije slag · 4e 100m vrije slag · 5e 4×50m vrije slag · 5e 4×50m wisselslag · 4×50m vrije slag gemengd · 7e 4×50m wisselslag |                                                                                   |
| 2020 | Geen toernooien vanwege de coronapandemie                             | Geen toernooien vanwege de coronapandemie                                              | Geen toernooien vanwege de coronapandemie | Geen toernooien vanwege de coronapandemie                                                                                           | Geen toernooien vanwege de coronapandemie                                                                                           | Geen toernooien vanwege de coronapandemie                                         |
| 2021 | 7e 100m vrije slag · 5e 4×100m vrije slag · 4×100m wisselslag gemengd |                                                                                        | 13-18 december                            | 6e 50m vrije slag · 100m vrije slag · 4×100m vrije slag · 4×100m wisselslag · 4×100m vrije slag gemengd · 4×100m wisselslag gemengd | 2-7 november |                                                                                   |

## Persoonlijke records
Bijgewerkt tot en met 28 juli 2021
Kortebaan
| Afstand         | Tijd  | Datum            | Plaats    |
| --------------- | ----- | ---------------- | --------- |
| 50m vrije slag  | 23,70 | 15 december 2018 | Sheffield |
| 100m vrije slag | 51,90 | 6 december 2019  | Glasgow   |

Langebaan
| Afstand         | Tijd  | Datum        | Plaats  |
| --------------- | ----- | ------------ | ------- |
| 50m vrije slag  | 24,34 | 27 juli 2019 | Gwangju |
| 100m vrije slag | 52,75 | 28 juli 2021 | Tokio   |